# Phylo ornatus
Phylo ornatus är en ringmaskart som först beskrevs av Addison Emery Verrill 1873.  Phylo ornatus ingår i släktet Phylo och familjen Orbiniidae.
Artens utbredningsområde är Mexikanska golfen. Inga underarter finns listade i Catalogue of Life.